# اکبر ولی‌اف
اکبر ولی‌اف (ترکی آذربایجانی: Əkpər Vəliyev؛ زادهٔ ۷ سپتامبر ۲۰۰۱) بازیکن فوتبال است.
وی همچنین در تیم‌های ملی فوتبال زیر ۱۹ سال جمهوری آذربایجان، و زیر ۱۹ سال جمهوری آذربایجان، بازی کرده‌است.